# Hilarimorphidae
Famille
Les Hilarimorphidae sont une famille de diptères.

## Liste des genres et espèces
Selon Catalogue of Life (27 févr. 2013) :
- genre Hilarimorpha

Selon NCBI (27 févr. 2013) :
- genre Apystomyia
  - Apystomyia elinguis
- genre Hilarimorpha
  - Hilarimorpha mentata